# Metoda Frascha

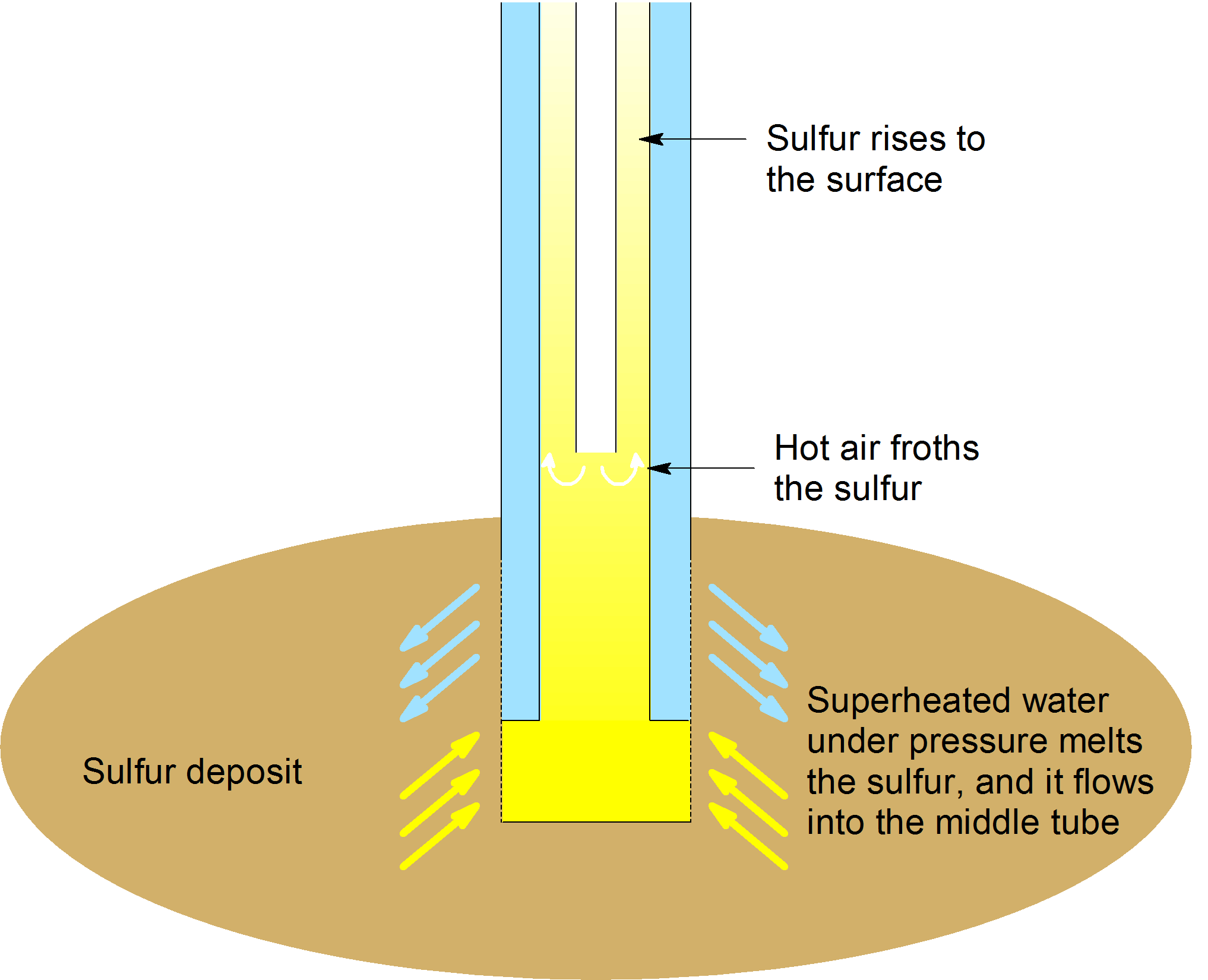
Ilustracja metody Frascha

Metoda Frascha – metoda wydobywania siarki ze złóż podziemnych.
Metoda została opatentowana przez Hermana Frascha w Stanach Zjednoczonych w 1894 roku. Metoda korzysta z niskiej temperatury topnienia siarki (około 120 °C), nierozpuszczalności siarki w wodzie, niemieszaniu się jej z wodą i jej znacznie większej gęstości. Metoda polega na wtłaczaniu do złoża wody o temperaturze powyżej 150 °C. Woda wtłaczana do warstwy siarkonośnej wytapia siarkę w złożu i powoduje podwyższenie ciśnienia złożowego. Stopiona siarka spływa na dno otworu, a następnie poprzez wtłaczanie sprężonego powietrza jest wyprowadzana na powierzchnię.
Metoda Frascha jest wykorzystywana w kopalniach otworowych. Początkowo wydobycie tą metodą odbywało się w Luizjanie i Kalifornii, a następnie wydobycie rozpoczęto nad Zatoką Meksykańską. Przykładami złóż w Polsce przy których eksploatacji wykorzystywana jest metoda Frascha są złoża w Osieku znajdujące się w Tarnobrzeskim Zagłębiu Siarkowym. Niegdyś w ramach zagłębia wydobycie metodą Frascha prowadzono również w kopalni w Jeziórku. Funkcjonowanie kopalń siarki wykorzystujących metodę Frascha do podziemnego wydobycia może powodować negatywny wpływ na środowisko (m.in. zaburzenie pierwotnych stosunków wodnych, przekształcenie powierzchni, zubożenie zasobów wody lub nawet w niektórych przypadkach skażenie gleby czy powietrza). Wydobycia w wielu kopalniach otworowych zaprzestano z powodu gwałtownego spadku cen siarki, na co wpływ miał rozwój tańszej metody pozyskiwania siarki polegającej na pozyskiwaniu jej z zasiarczonych złóż ropy naftowej i gazu ziemnego